# Belle Plaine (Iowa)
Belle Plaine ist eine Stadt (mit dem Status „City“) im Benton County im US-amerikanischen Bundesstaat Iowa. Das U.S. Census Bureau hat bei der Volkszählung 2020 eine Einwohnerzahl von 2.330 ermittelt.
Belle Plaine ist Bestandteil der Metropolregion um die Stadt Cedar Rapids.

## Geografie
Belle Plaine liegt im Osten Iowas in der äußersten südwestlichen Ecke des Benton County. Die Stadt liegt unweit des linken Ufers des Cedar River, der über den Iowa River zum Stromgebiet des Mississippi gehört. Dieser bildet rund 120 km östlich die Grenze Iowas zu Wisconsin und Illinois. Die Grenze zu Minnesota verläuft rund 180 km nördlich und ebenfalls rund 180 km südlich der Stadt befindet sich die Grenze zu Missouri.
Die geografischen Koordinaten von Belle Plaine sind 41°53′49″ nördlicher Breite und 92°16′42″ westlicher Länge. Das Stadtgebiet erstreckt sich über eine Fläche von 8,37 km².
Nachbarorte von Belle Plaine sind Keystone (17,9 km nordöstlich), Luzerne (8,9 km östlich), Blairstown (16,9 km in der gleichen Richtung), Marengo (25,1 km ostsüdöstlich), Ladora (21,9 km südöstlich), Victor (20,9 km südlich), Holiday Lake (23,3 km südwestlich), Chelsea (11,1 km westnordwestlich) und Elberon (15,3 km nordnordwestlich).
Belle Plaine liegt zwischen den Städten Cedar Rapids (59 km östlich) und Waterloo (69,1 km nördlich). Die nächstgelegenen weiteren größeren Städte sind Wisconsins Hauptstadt Madison (329 km nordöstlich), Rockford in Illinois (317 km östlich), Chicago in Illinois (436 km in der gleichen Richtung), Iowa City (77 km ostsüdöstlich), die Quad Cities in Iowa und Illinois (168 km in der gleichen Richtung), St. Louis in Missouri (598 km südsüdöstlich), Kansas City in Missouri (452 km südsüdwestlich), Iowas Hauptstadt Des Moines (142 km westsüdwestlich), Nebraskas größte Stadt Omaha (364 km in der gleichen Richtung), Sioux City (402 km westnordwestlich), South Dakotas größte Stadt Sioux Falls (539 km in der gleichen Richtung), Rochester in Minnesota (251 km nördlich) und die Twin Cities in Minnesota (385 km in der gleichen Richtung).

## Verkehr
Im Zentrum von Belle Plaine treffen die Iowa Highway 21 und 131 zusammen. Alle weiteren Straßen sind untergeordnete Landstraßen, teils unbefestigte Fahrwege sowie innerörtliche Verbindungsstraßen.
In West-Ost-Richtung führt eine Eisenbahnlinie für den Frachtverkehr der Union Pacific Railroad (UP) durch das Stadtgebiet von Belle Plaine.
Mit dem Belle Plaine Municipal Airport befindet sich im Süden des Stadtgebiets ein kleiner Flugplatz. Der nächste Verkehrsflughafen ist der Eastern Iowa Airport in Cedar Rapids (60,8 km östlich).

## Geschichte
Die ersten weißen Siedler kamen in die Gegend bereits vor 1856, als hier die erste Poststation eingerichtet wurde. Ab 1862 wurde planmäßig die Anlage einer Stadt betrieben. In den 1920er Jahren wurde mit dem Lincoln Highway die erste transkontinentale markierte Fernstraße durch die Stadt gelegt.

## Bevölkerung
Nach der Volkszählung im Jahr 2010 lebten in Belle Plaine 2534 Menschen in 1101 Haushalten. Die Bevölkerungsdichte betrug 302,7 Einwohner pro Quadratkilometer. In den 1101 Haushalten lebten statistisch je 2,26 Personen.
Ethnisch betrachtet setzte sich die Bevölkerung zusammen aus 97,8 Prozent Weißen, 0,3 Prozent Afroamerikanern, 0,4 Prozent Asiaten sowie 0,7 Prozent aus anderen ethnischen Gruppen; 0,8 Prozent stammten von zwei oder mehr Ethnien ab. Unabhängig von der ethnischen Zugehörigkeit waren 1,7 Prozent der Bevölkerung spanischer oder lateinamerikanischer Abstammung.
23,5 Prozent der Bevölkerung waren unter 18 Jahre alt, 57,4 Prozent waren zwischen 18 und 64 und 19,1 Prozent waren 65 Jahre oder älter. 51,1 Prozent der Bevölkerung waren weiblich.
Das mittlere jährliche Einkommen eines Haushalts lag bei 37.883 USD. Das Pro-Kopf-Einkommen betrug 21.405 USD. 11,6 Prozent der Einwohner lebten unterhalb der Armutsgrenze.

## Bekannte Bewohner
- František Matouš Klácel (1808–1882) – tschechischer Dichter, Journalist und Philosoph – starb in Belle Plaine
- Ann Malcolm (* 1964) – Jazzsängerin und klassische Saxophonistin – geboren in Belle Plaine